# Kirche B (Wawel)
Die Kirche B (polnisch Kościół B) war eine vorromanische Kirche auf dem Krakauer Wawel.

## Geschichte
Die Kirche wurde um 1000 gebaut und war eines der zahlreichen sakralen Gebäude auf dem Wawel. Bei dem Bau handelte es sich um eine Rotunde mit zwei Apsiden. Derzeit befinden sich die Küchen des Königsschlosses auf dem Gebiet der Kirche. Es ist nicht bekannt, wem die Kirche geweiht wurde. In der Kirche befindet sich eine Grabstätte einer nicht näher identifizierbaren Frau aus dem 11. oder 12. Jahrhundert. Die Kirche wurde unter nicht näher bekannten Umständen wahrscheinlich im 13. Jahrhundert zerstört und später überbaut. Sie wurde bei archäologischen Untersuchungen des Königsschlosses 1966 gefunden.